# ایشتوان سچنیی
کنت ایشتوان سِچِنْیی (مجاری: Gróf Széchenyi István؛ زاده ۲۱ سپتامبر ۱۷۹۱ - درگذشته ۸ آوریل ۱۸۶۰) یکی از بزرگ‌ترین دولتمردان مجارستان، نظریه‌پرداز سیاسی، اقتصاددان، نویسنده و وزیر حمل‌ونقل کابینه لایوش باتیانی (اولین کابینه دولت مجارستان) بود. در مجارستان از او به عنوان بزرگ‌ترین مجار یاد می‌شود.

## پس‌زمینه
او در خاندان سچنیی، خانواده‌ای اشرافی، پرنفوذ و قدیمی مجاری در وین به دنیا آمد که به‌طور سنتی وفادار به دودمان هابسبورگ بودند و روابط نزدیکی با خاندان استرهازی، خاندان لوبکوویتس و خانواده‌های اصیل لیختن اشتاین داشتند. پدرش بنیانگذار موزه ملی محارستان بود.
در سن هفده سالگی وارد ارتش شد و درجنگهای زیادی شرکت کرد، از جمله جنگ‌های ناپلئونی، نبرد لایپزیگ و نبرد تولنتینو. در سال ۱۸۲۶ با درجه ستوان یکم ارتش را ترک و به حوزه مورد علاقه اش سیاست مشغول شد.
او در سالهای بین ‎۱۸۱۵–۱۸۲۱ سفرهای زیادی به فرانسه، انگلستان، ایتالیا و شامات نمود تا در بنیاد کشورها تعمق کند. سرعت نوین سازی بریتانیا، سچنیی را مفتون خود کرد و تأثیر عمیقی بر تفکر او گذاشت. او همچنین تحت تأثیر کانال دومیدی در فرانسه قرار گرفت. همه اینها باعث شد که او بتواند به راه‌کارهایی برای بهبود ناوبری در دانوب و تیسا بیندیشد. او به تفاوت بین دنیای مدرن و مجارستان واقف بود و عزم خود را برای اصلاحات و توسعهٔ بیدرنگ جزم کرد.

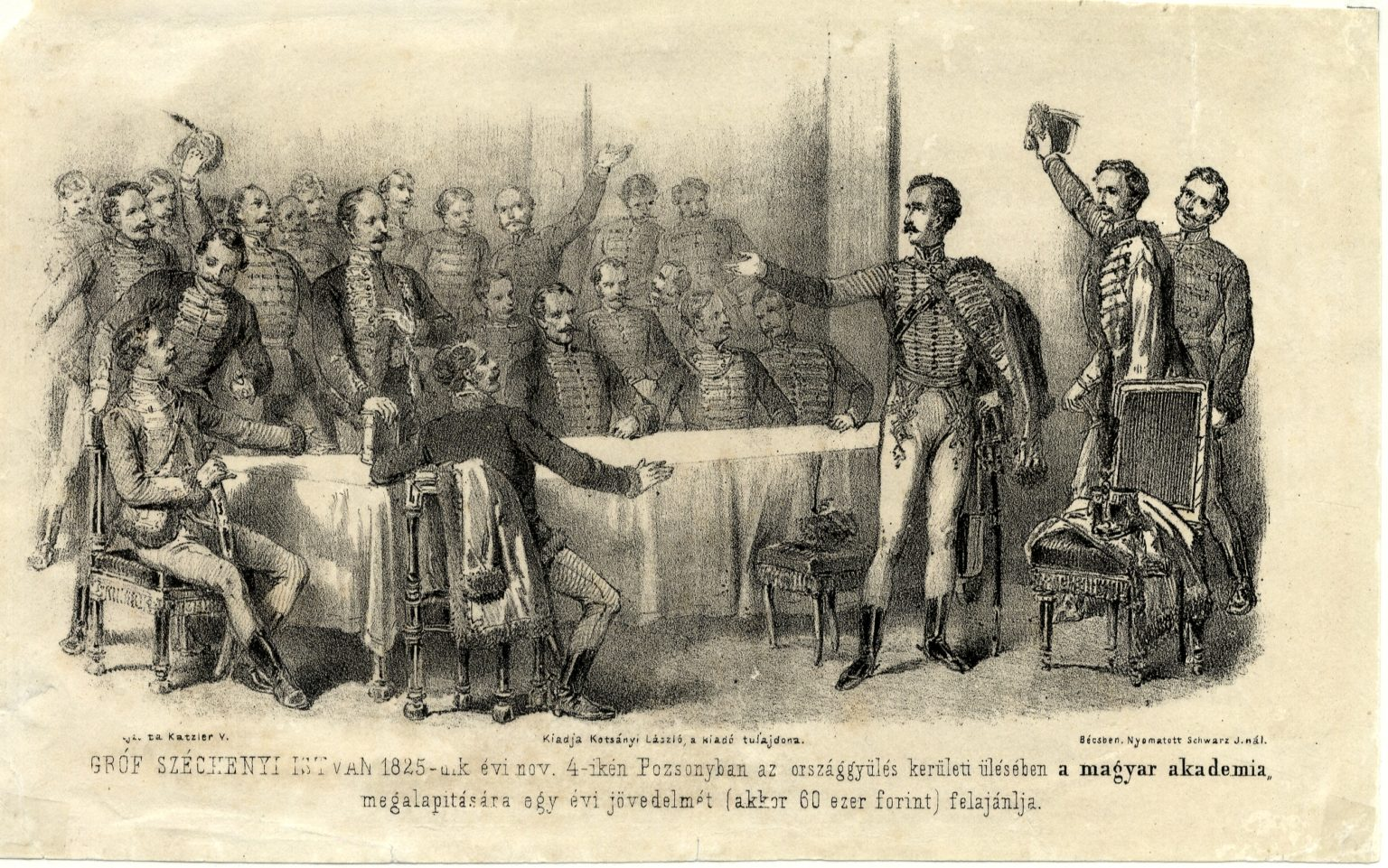
سچنیی درآمد یکسالش را برای تأسیس فرهنگستان علوم اهدا می‌کند.

## زندگی سیاسی
عمده شهرت سچنیی از سال ۱۸۲۵ و با حمایت او از نماینده شوپرون، پال نادیْ برای تأسیس فرهنگستان علوم مجارستان شروع شد که با اهدای کل درآمد یک سالش به مبلغ ۶۰٬۰۰۰ فورینت و به دنبال او سه نجیب‌زادهٔ ثروتمند دیگر ۵۸٬۰۰۰ فورینت جمع‌آوری کرده و پس از حصول موافقت امپراتور اتریش، فرانتس یکم اقدام به تأسیس فرهنگستان کردند. او تمام اصلاحات خود را در چارچوب امپراتوری اتریش در نظر داشته و به توسعه تدریجی اقتصادی، اجتماعی و فرهنگی معتقد و مخالف هرگونه ملی‌گرایی افراطی بود. اعتقاد داشت در جامعهٔ کثیرالمله‌ای چون پادشاهی مجارستان با مردمی از اقوام، ملیتها، ادیان و زبانهای گوناگون خطرناکترین مسئله ملی‌گرایی افراطی خواهد بود.
در کنار نظریات سیاسی فراگیرش او همچنان متمرکز بر توسعهٔ زیرساخت‌های حمل‌ونقل بود و تبدیل به چهره مطرح کمیتهٔ ناوبری دانوب در ۱۸۳۰ شد. همواره رودخانه محل خطرناکی برای رفت‌وآمد کشتی‌ها بود، سچنیی اولین کسی بود که کشتی‌های بخار را در دانوب، تیسا و دریاچه بالاتون ترویج داد و باعث رشد توسعه و تجارت در مجارستان شد. او همچنین برای توسعهٔ بودا و پست به عنوان مرکز عمدهٔ سیاسی، اقتصادی و فرهنگی از ساخت یک پل دائمی بین دو شهر حمایت کرد که منجر به ساخت پلی نمادین شد، در سال ۱۸۹۸ نام پل به افتخار او پل زنجبر سچنیی نامیده شد.

## نگارخانه

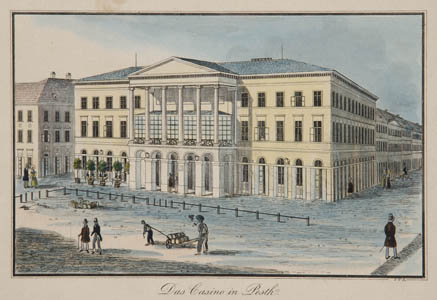
سچنیی کازینوی ملی را در سال ۱۸۲۷ تأسیس کرد که به مهمترین مکان برای مباحثات سیاسی و جنبش اصلاحات تبدیل شد.
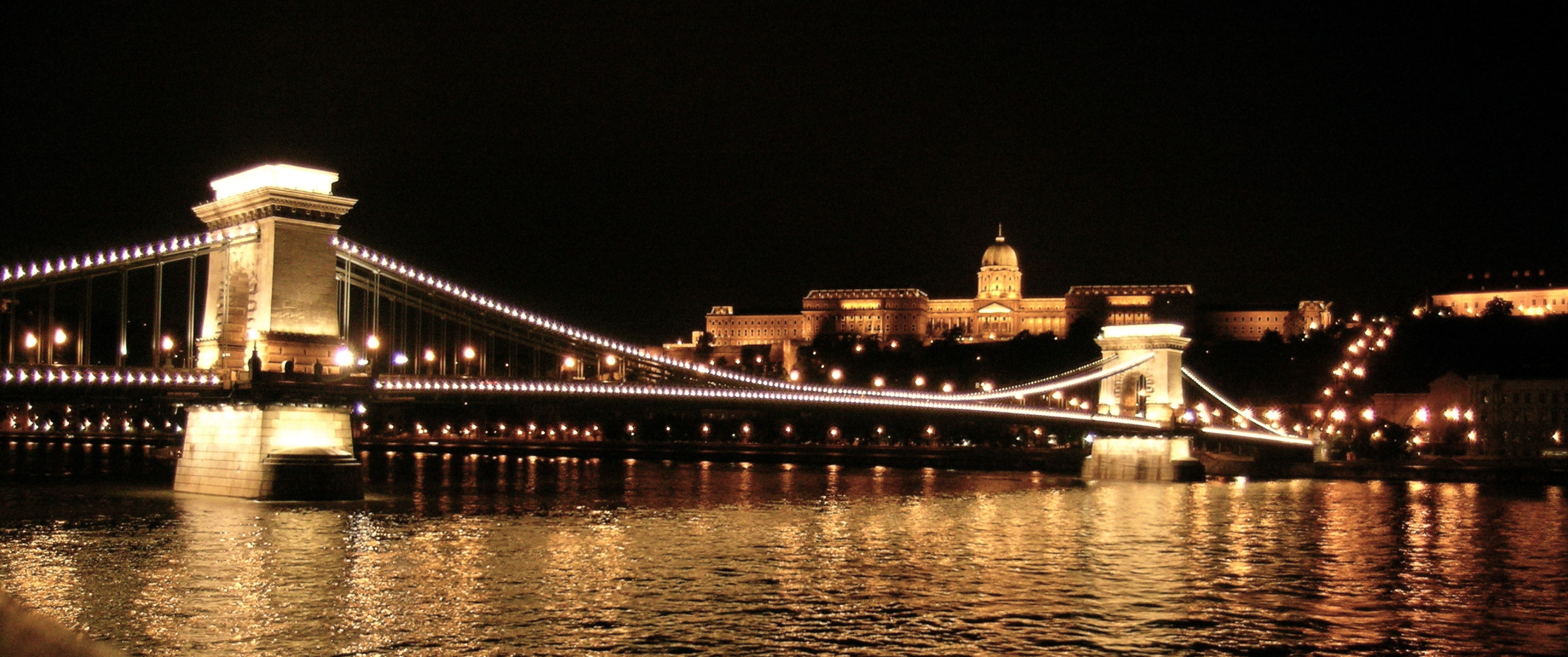
پل زنجیر که ساخت آن در سال ۱۸۴۹ با حمایتهای سچنیی همراه بود.

## توضیحات
1. ↑  به مجاری: Nagy Pál